# Veysonnaz
Veysonnaz je obec ve švýcarském kantonu Valais. Leží v okrese Sion ve frankofonní části kantonu. Žije zde 604 obyvatel.

## Geografie

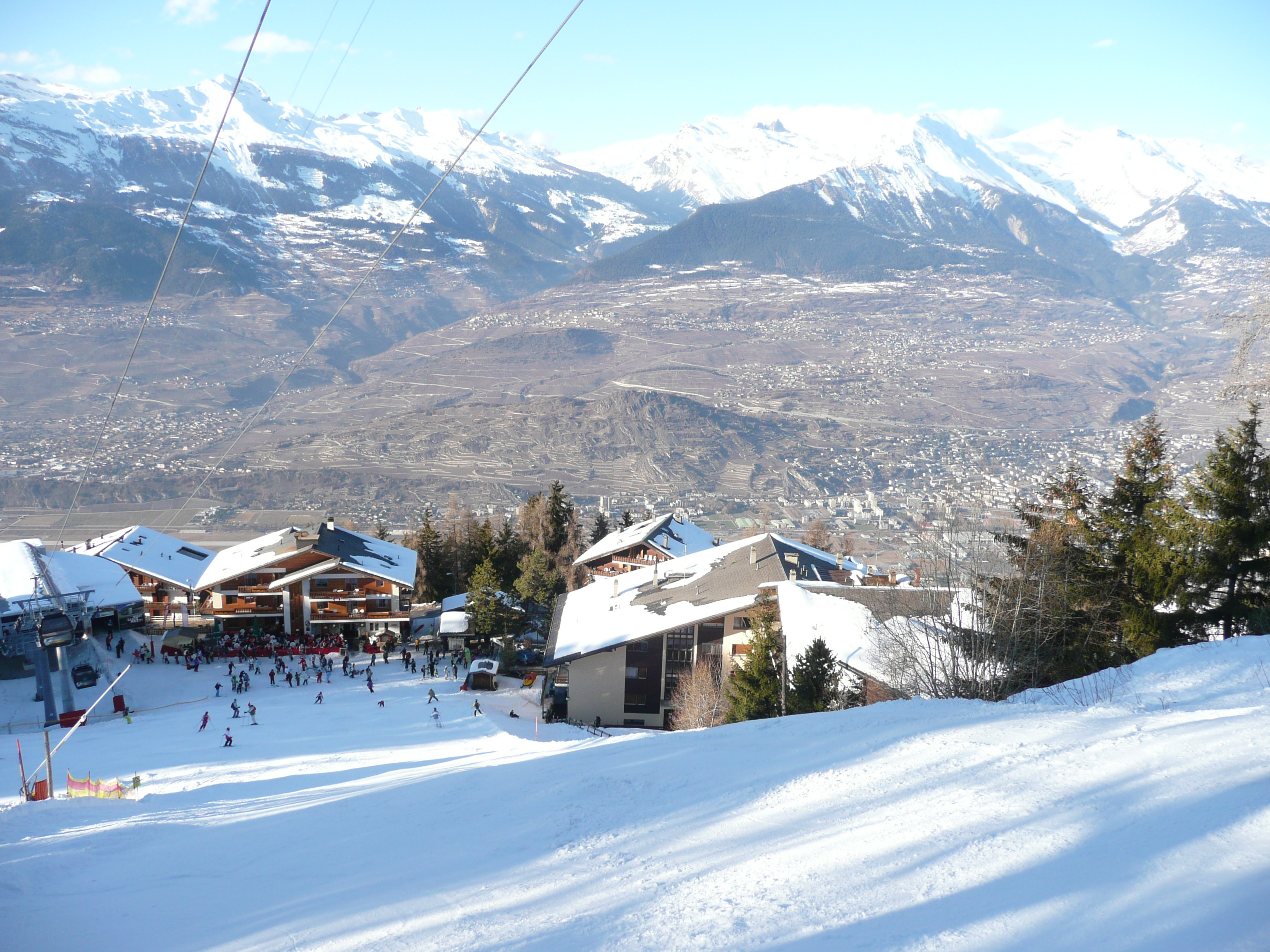
Lanovky nad Veysonnazem

Obec se nachází v údolí Rhôny na jižním svahu, asi 5 km jihozápadně od hlavního města kantonu, Sionu, v nadmořské výšce asi 1200 až 1400 m. Její západní část leží na svahu údolí potoka Printze a hraničí zde s obcí Nendaz.
Veysonnaz známý jako rekreační středisko v lyžařské oblasti 4 Vallées. Na sjezdovce Piste de l’Ours se opakovaně konaly závody Světového poháru mužů a žen v disciplínách sjezd, super-G a slalom.
Je zde vyznačena široká síť turistických tras, která v období bez sněhu vede mimo jiné také podél bisses (historických zavlažovacích příkopů). Dva nejvýznamnější jsou Bisse de Vex a Bisse de Salins.

## Historie
Obec je poprvé připomínána kolem roku 1200 jako Veisona. V roce 1264 byl Veysonnaz panstvím sionského biskupa a spravoval ho tzv. Mistral. Na konci 15. století patřila vesnice k okrsku (Zenden) Sion. V roce 1798 byla připojena k okresu Hérémence, v roce 1802 opět k Zendenu (od roku 1848 okresu) Sion. V roce 1912 se Veysonnaz církevně oddělil od Nendazu a vytvořil farnost s vesnicemi Clèbes a Verrey (obec Nendaz). Silniční spojení s nížinou podél Rhôny v letech 1930–1934 vymanilo obec z určité izolace a znamenalo konec samozásobitelského zemědělství. Díky výstavbě sportovních lanovek a lyžařských vleků od roku 1961 a vlivu mezinárodních lyžařských soutěží se turistický průmysl stal nejdůležitějším zaměstnavatelem v obci.

## Obyvatelstvo

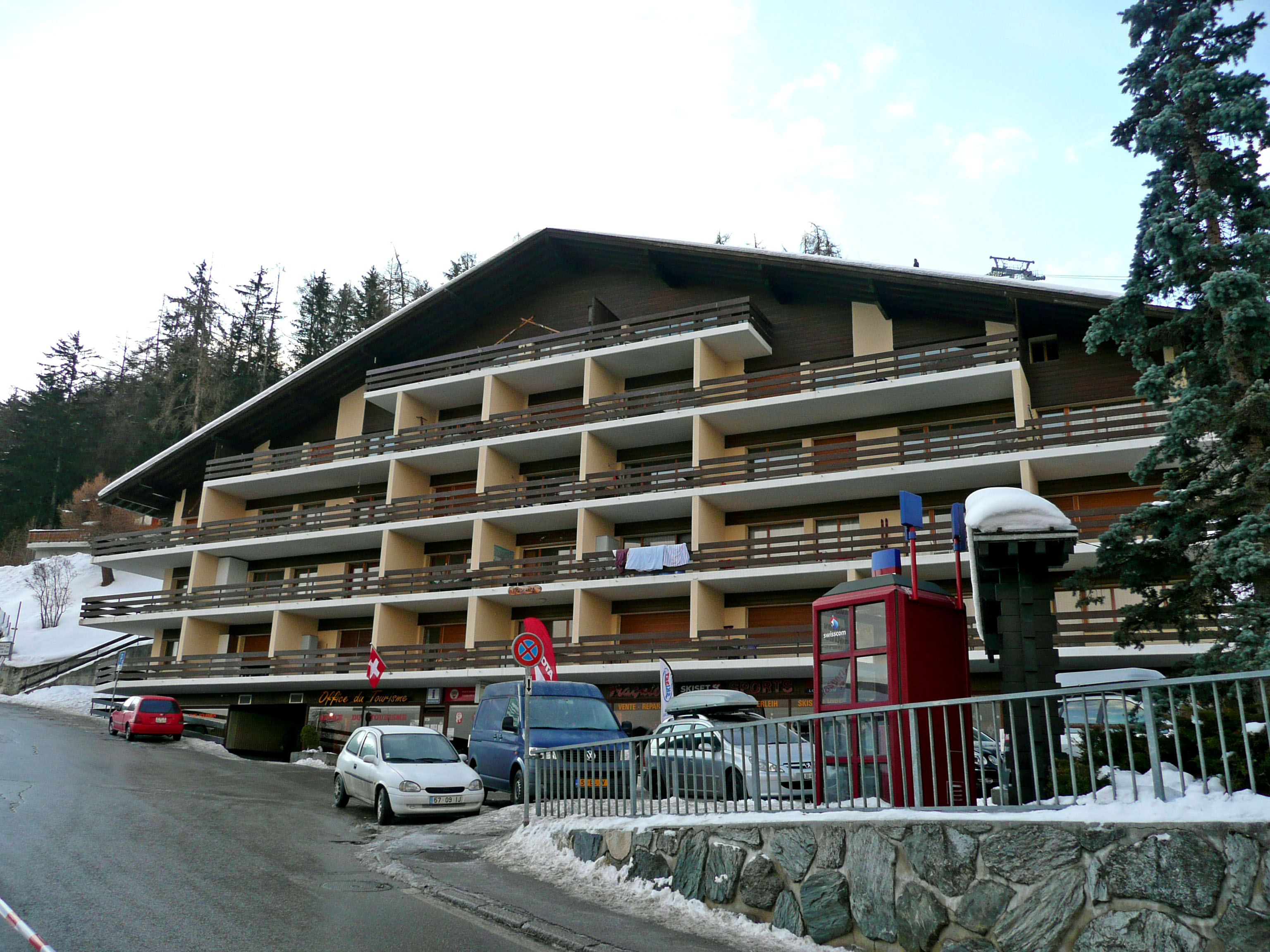
Apartmány v obci

| Rok            | 1850 | 1900 | 1950 | 2000 | 2010 | 2012 | 2014 | 2016 |
| Počet obyvatel | 201  | 233  | 371  | 467  | 567  | 568  | 606  | 611  |

## Doprava
Obec nemá železniční spojení, nejbližší stanice v Sionu však leží na důležité Simplonské dráze, která vychází ze Ženevy na západě a pokračuje tunelem směrem na Milán. Dopravní obslužnost obce zajišťují žluté autobusy Postauto.
Do Veysonnazu se lze dostat přes sjezdy na dálnici A9 v Sionu. Z nich pokračují do obce regionální silnice.